# Конверсано
Конверсано (итал. Conversano) — город в Апулии, удалённый от адриатического побережья на 7 км. Расположен в 30 км к юго-востоку от Бари. В 2007 году в городе проживало 24,7 тысяч жителей.
В древности на месте Конверсано стоял город япигов, Норба. Древние римляне овладели им в 268 г. до н. э. После нашествия вестготов местечко некоторое время оставалось необитаемым, но затем возродилось под новым именем Casale Cupersanem.
Племянник Роберта Гвискара принял в 1054 г. титул графа Конверсано. В его владения входили также Лечче и Нардо. После семейства Бассунвилла графство Конверсано многократно переходило из рук в руки. Его синьорами в разное время были Бриенны, Люксембурги, Сансеверино, Барбиано и Орсини. С XV по XIX века титул графа Конверсано оставался в роду Аквавива. В 1690 г. город был опустошён сильнейшей эпидемией чумы.
К достопримечательностям Конверсано относятся средневековый замок графов; романский собор, отчасти перестроенный в XIV—XVII вв., могущественный в своё время бенедиктинский монастырь (едва ли не древнейший в Апулии); францисканская церковь XIII века и замок Маркионе.
Покровителями города почитаются Пресвятая Богородица (икона Икона Божией Матери Источник, Maria SS. della Fonte), празднование 30 мая, священномученик Флавиан, патриарх Константинопольский (san Flaviano, Patriarca di Costantinopoli e Martire), святые Косма и Дамиан, празднование 24 ноября, в первое воскресение октября.

## Города-побратимы
- Атри, Италия
- Вифлеем, Государство Палестина
- Каша, Италия
- Нардо, Италия
- Реканати, Италия
- Тречента, Италия
- Фратта-Полезине, Италия

## Известные уроженцы
- Франко Д'Аттома (1923—1991), итальянский спортивный менеджер и предприниматель, президент футбольного клуба Перуджа.